# Muzeum Kargula i Pawlaka w Lubomierzu
Muzeum Kargula i Pawlaka w Lubomierzu – muzeum znajdujące się w Lubomierzu (województwo dolnośląskie), przy ul. Wacława Kowalskiego 1. Umiejscowione jest w dawnym Domu Płócienników, budynku pochodzącym z XVI wieku.

## Opis

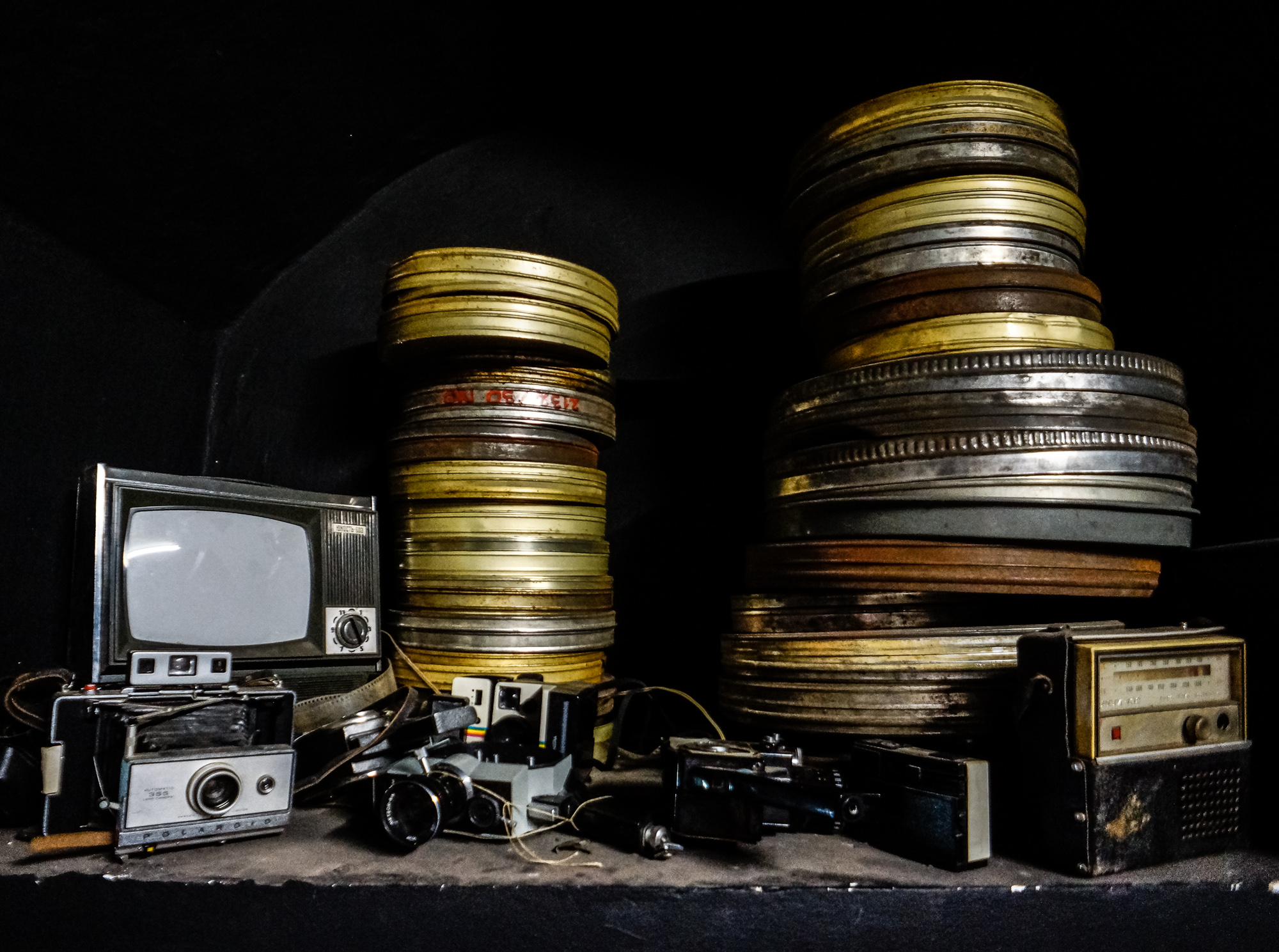
Eksponaty filmowe w muzeum

W 1992 r. w Lubomierzu wyszedł pierwszy numer lokalnej gazety Sami Swoi, a redaktorzy zaczęli gromadzić pamiątki związane z filmową przeszłością miasta. Muzeum powstało w 1995 r. z inicjatywy mieszkańców miasta, przy wsparciu ówczesnego burmistrza.
Muzeum zlokalizowane jest w pobliżu lubomierskiego rynku (Placu Wolności), którego plener kilkakrotnie pojawia się w filmie Sami swoi (1967). Pomieszczenia muzealne mieszczą się na parterze jednego z najstarszych w mieście budynków - tzw. Domu Płócienników, od XVI wieku siedzibie cechu płócienników, którego budynek posiada bogate walory architektoniczne, stanowiące atrakcję turystyczną.
Przed muzeum mieści się Zaułek filmowy, który formalnie nie jest częścią muzeum, ale stanowi rozwinięcie ekspozycji muzealnej. Znajdują się w nim tablice pamiątkowe poświęcone ludziom filmu związanym nie tylko z filmem Sami swoi, ale także z innymi produkcjami filmowymi realizowanymi w Lubomierzu. Przed samym wejściem do muzeum ustawiono dwie figury głównych postaci: Władysława Kargula oraz Kazimierza Pawlaka, a także drogowskaz z zaznaczonymi kierunkami i odległościami do ważnych miast świata, w tym Hollywood.

## Zbiory
W Muzeum Kargula i Pawlaka zgromadzone są różne pamiątki związane z kultową komedią Sylwestra Chęcińskiego, przede wszystkim rekwizyty wykorzystane przy kręceniu filmu. Wśród rekwizytów znajdują się m.in. karabin, z którego zamek „wylata”, granat do świątecznego ubrania i fragment „płota”, przy którym kłócili się bohaterowie. Wśród innych unikatowych eksponatów znajdują się: umowa z dublerem Władysława Hańczy - Józefem Jakubowskim oraz pierwsza kopia filmu Sami swoi, z której film był odtwarzany podczas prapremiery w 1967 r.